# Temna
La Temna (in russo Темна?) è un fiume della Siberia Orientale, affluente di sinistra della Zeja (bacino idrografico dell'Amur). Scorre nel Zejskij rajon dell'oblast' dell'Amur, in Russia.
Il fiume ha origine dal versante settentrionale dei monti Soktachan. Scorre lungo il bassopiano dell'alta Zeja e sfocia in una delle numerose baie del bacino idrico della Zeja. La direzione generale del flusso è dapprima verso nord-est poi si dirige a nord. La valle è molto ampia, leggermente incisa. Il fiume è stretto, poco profondo e tortuoso. Il flusso è lento. Ci sono molti laghi nella pianura alluvionale. La sua lunghezza è di 185 km; il bacino del fiume è di 1 390 km². La valle del fiume non è popolata.